# Ikimba
Ikimba ist ein Verwaltungsbezirk (Ward) des Distrikts Kyela in der tansanischen Region Mbeya. Er grenzt im Westen und im Norden an den Bezirk Itope, im Osten an Kyela, im Südosten an Ikolo und im Südwesten an Katumbasongwe.

## Geografie
Ikimba ist ein Bezirk im Südwesten von Tansania westlich der Distrikthauptstadt Kyela. Die Grenze im Norden und im Nordosten  bildet der Fluss Kiwira. Die Fläche des Bezirks beträgt 27 Quadratkilometer und bei der Volkszählung 2022 lebten hier 17.529 Menschen in 4807 Haushalten.

## Gliederung
Der Bezirk besteht aus vier Orten (Kitongoji):
- Kilasilo
- Mbako
- Ibungu
- Lubele

## Wirtschaft und Infrastruktur
- Bildung: Die Itope Secondary School, die Ikimba Secondary School und die Sakambona Secondary School sind staatliche weiterführende Schule für Burschen und Mädchen mit einer Ausbildung bis zur 4. Stufe.[6][7][8]
- Gesundheit: Im Bezirk befinden sich zwei private Entbindungsheime[9][10] und zwei Apotheken, eine staatlich und eine privat.[11][12]